# Petrus Christus
Petrus Christus (kolem 1410, Baarle (Brabantsko) – před 13. březnem 1476, Bruggy) byl jedním z nejvýznamnějších malířů nizozemské Severské renesance. Bývá řazen k „Vlámským primitivům“ a považován za nástupce Jan van Eycka.

## Život
Petrus Christus se stal občanem v Bruggách a členem místního malířského cechu roku 1444, tři roky po smrti tamního nejvýznamnějšího malíře Jan van Eycka. Nebyl tedy van Eyckovým žákem, přestože převzal jeho dílnu a dokončil některé zakázky (mj. tzv. Rothschildovu Madonu, ze soukromé sbírky v New Yorku). O jeho školení není nic známo, kromě Jana van Eycka ho ovlivnili také Rogier van der Weyden a Robert Campin. Roku 1454 kopíroval mariánský obraz v katedrále v Cambrai. Z let 1457–1463 se nezachovaly žádné písemné doklady ani signovaná díla tohoto malíře. Roku 1463 byl odpovědný za výzdobu města Bruggy při příležitosti návštěvy vévody Filipa III. Dobrého. V letech 1467–1472 působil jako mluvčí a přestavený cechu (gildy) malířů.
Petrus Christus během života patrně navštívil Milán, kde byl zaznamenán jako „Piero da Bruggia“, a kde mohl osobně poznat Antonella da Messina, který spolu s Giovannim Bellinim jako první Ital začal užívat olejové barvy. Italské umění mohl Petrus Christus poznat také zprostředkovaně, neboť Bruggy byly významným hanzovním městem a působili zde italští bankéři (Arnolfini, Portinari), kteří mohli být jeho klienty.
Spolu se svou ženou byl od roku 1462 členem „Bratrstva Panny Marie ze Suchého stromu“ (Confrérie Notre-Dame de l'Arbre Sec), které založil vévoda Filip III. Dobrý, a v letech 1475–76 „Bratrstva Panny Marie Sněžné“. Jeho nevlastní syn Bastiaen Christus se také stal mistrem cechu malířů a převzal otcovu dílnu roku 1476. Po něm roku 1500 dílnu zdědil vnuk Petrus II. Christus.

## Dílo

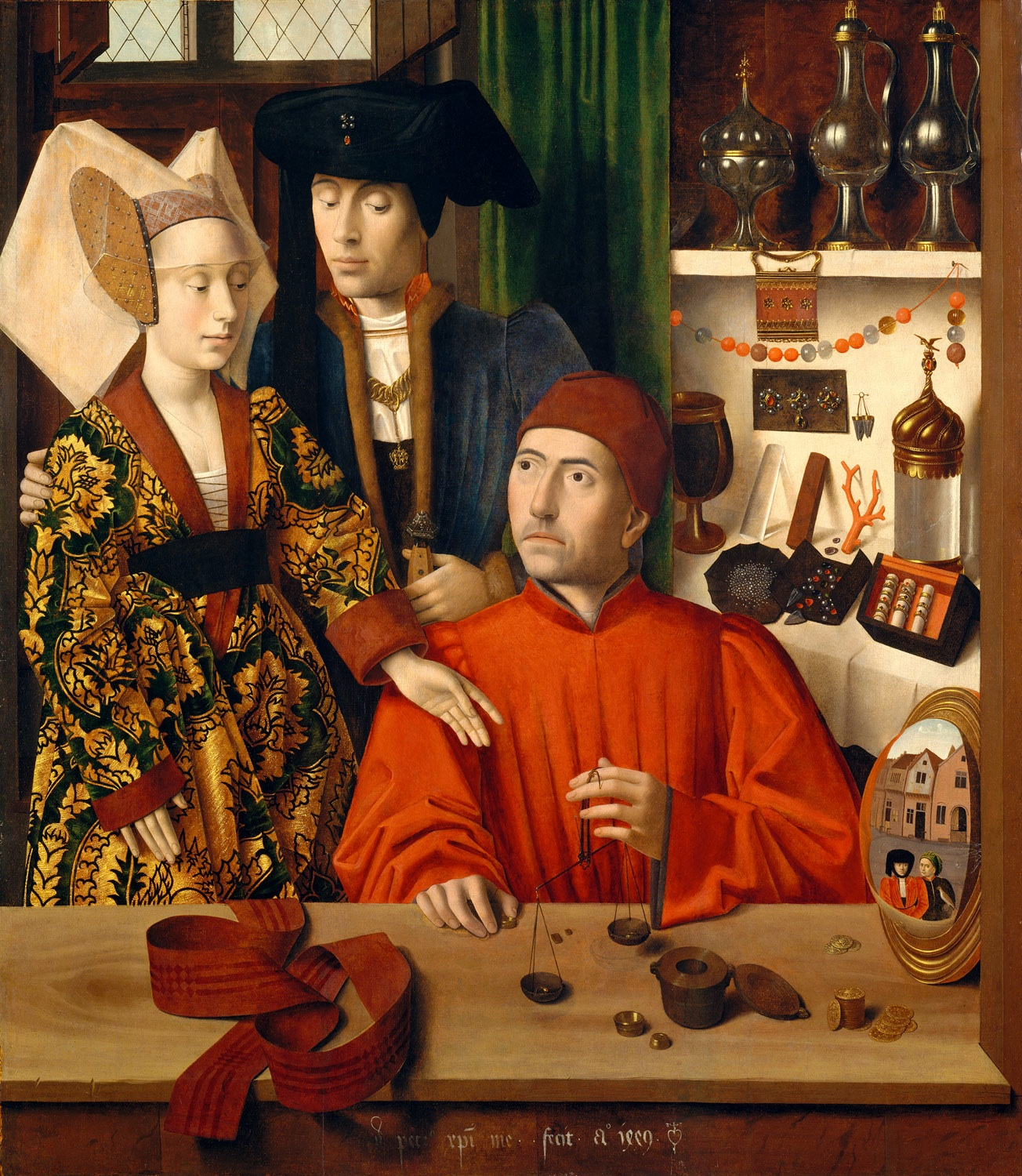
Sv. Eligius ve své dílně chystá zásnubní prsten pro svatou Godebertu

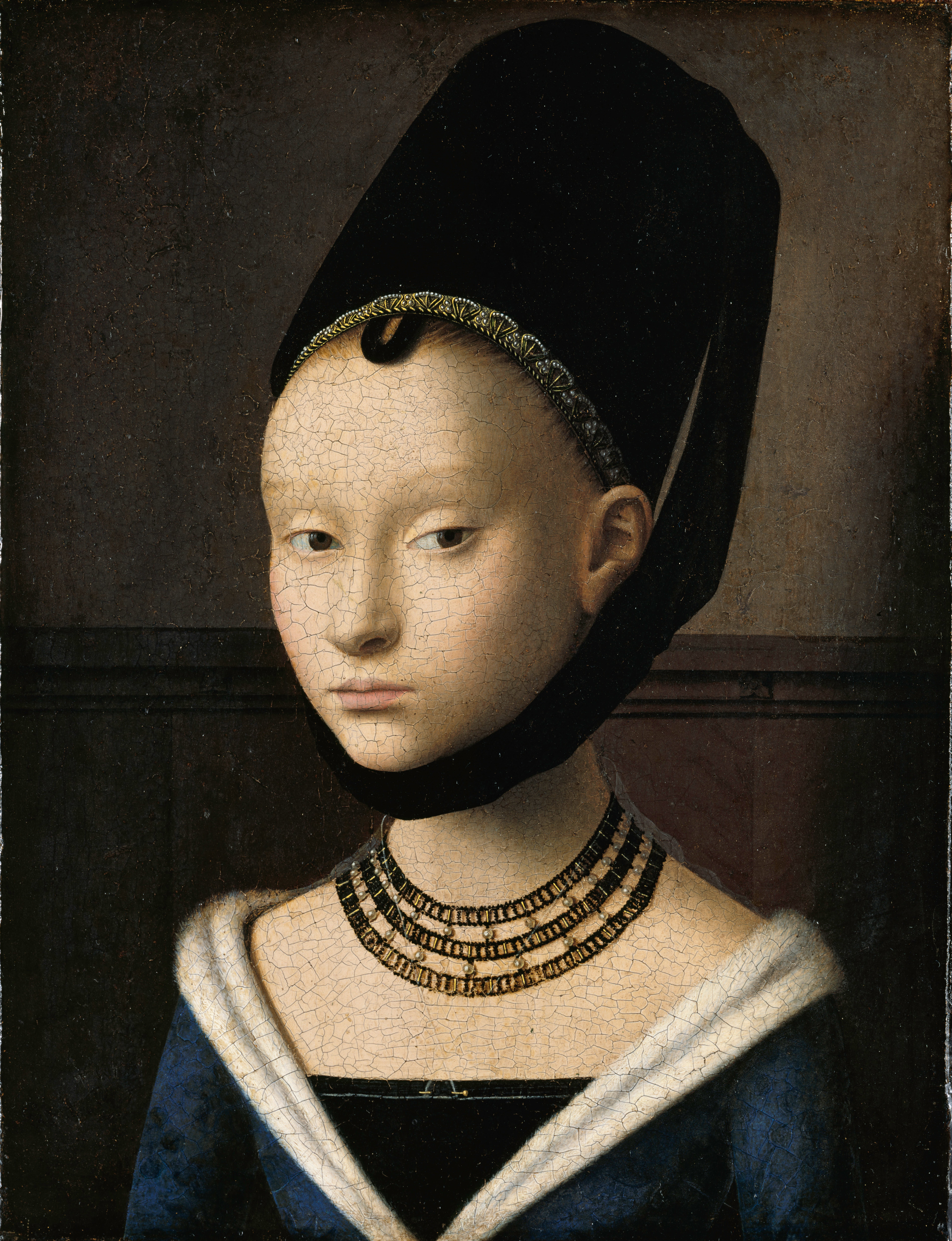
Petrus Christus – Portrét mladé dívky – Google Art Project

Dosud bylo identifikováno nebo autorsky připsáno 30 děl (2 kresby a 28 maleb). Van Eyckův vliv je patrný v raných datovaných obrazech: Portrét Edwarda Grymestona (1446) a v jednom z prvních žánrových obrazů nizozemského malířství – Sv. Eligius v dílně přijímá sv. Godebertu (1449). Kompoziční principy jeho oltářních obrazů čerpají poučení u Rogiera van der Weyden, ale Rogierův patos je zmírněn do jakési slavnostní zdrženlivosti a dramatická stavba obrazu je nahrazena staticky pojatými postavami. Petrus Christus jako první ze severských malířů používal ke zobrazení prostoru lineární perspektivu s jediným úběžníkem (obraz Trůnící Madona s dítětem, sv. Jeronýmem a sv. Františkem z Assisi, 1457) a podařilo se mu tak dosáhnout přirozeného spojení postav s okolním prostředím. Jeho portréty nemají neutrální tmavé pozadí, ale naznačují, že byly zhotoveny v konkrétním interiéru. a diváka tak vtahují do soukromého prostředí portrétované osoby.
Petrus Christus ovlivnil mladší nizozemské tvůrce, jako byli Dieric Bouts, Aelbert van Ouwater nebo Geertgen van Haarlem. Svá nejvýznamnější díla vytvořil do 60. let 15. století. V krajinomalbě překonal van Eycka a jeho nejlepší obrazy se vyznačují oduševnělou slavnostností a mírnou pohodou. Později jen opakoval dosažené výsledky a zjemňoval malířské podání.
Obrazy nizozemských malířů 15. století byly v Itálii velmi žádané, například roku 1492 uvádí inventář sbírky Lorenza I. Medicejského portrét francouzské šlechtičny jako dílo „Pietro Cresti de Bruggia“, roku 1524 je Christův obraz uveden ve sbírce Sannazaro v Neapoli, často bylo kopírované. Jeho kompozice oltářního obrazu Oplakávání Krista (v Metropolitan Museum of Art v New Yorku) zřejmě sloužila jako předloha mramorového reliéfu pro oltář v katedrále v Palermu, který vytvořil italský sochař a pomocník Michelangela Antonello Gagini.

### Signovaná díla
Petrus Christus podepisoval svá díla signaturou Petrus XRI (... me fecit, anno...). Je známo devět datovaných a signovaných děl. Další díla jsou mu připisována na základě srovnávací analýzy malířského stylu.
- 1446 Portrét Edwarda Grymestona, zapůjčeno v National Gallery, London
- 1446 Portrét mnicha řádu kartuziánů, Metropolitan Museum of Art, New York City
- 1449 (tzv.) Sv. Eligius ve své dílně, Metropolitan Museum of Art, původ: Robert Lehman Collection, New York
- 1449 Madona kojící dítě, Koninklijk Museum voor Schone Kunsten, Antwerp
- 1452 tzv. „Tři berlínská oltářní křídla“ se scénami Zvěstování, Narození Ježíše, Poslední soud, Gemäldegalerie, Staatliche Museen zu Berlin
- 1452 Zvěstování, Narození Ježíše, Groeninge Museum, Bruggy, díla byla rozsáhle „restaurována“ ve 20. století a z původní malby je autentických méně než 30 %[4]
- 1455 Oplakávání Krista, Royal Museums of Fine Arts, Brusel
- 1457? Trůnící Madona s dítětem, sv. Jeronýmem a sv. Františkem z Assisi, Stadelsches Kunstinstitut, Frankfurt nad Mohanem
- 1465 Madona ze suchého stromu, Collección Thyssen-Bornemisza, Madrid

Literatura uvádí celkem 29 děl přisuzovaných umělci.